# Postakān
Postakān (persiska: پوستکان, Powstakān, پستکان) är en ort i Iran.   Den ligger i provinsen Östazarbaijan, i den nordvästra delen av landet, 500 km nordväst om huvudstaden Teheran. Postakān ligger 1 911 meter över havet och antalet invånare är 198.
Terrängen runt Postakān är kuperad. Runt Postakān är det ganska glesbefolkat, med 43 invånare per kvadratkilometer. Närmaste större samhälle är Bostānābād, 15,9 km nordväst om Postakān. Trakten runt Postakān består i huvudsak av gräsmarker.